# Ceratocapsus setosus
Ceratocapsus setosus är en insektsart som beskrevs av Reuter 1909. Ceratocapsus setosus ingår i släktet Ceratocapsus och familjen ängsskinnbaggar. Inga underarter finns listade i Catalogue of Life.